# Фульвіо Несті
Фульвіо Несті (італ. Fulvio Nesti, * 8 червня 1925, Ластра-а-Сінья — † 1996) — італійський футболіст, опорний півзахисник.
Насамперед відомий виступами за клуби СПАЛ та «Інтернаціонале», а також національну збірну Італії.
Дворазовий чемпіон Італії. 

## Клубна кар'єра
Вихованець футбольної школи клубу «Фіорентина».
У дорослому футболі дебютував 1946 року виступами за команду клубу «Скафатезе», в якій провів два сезони.
Своєю грою за цю команду привернув увагу представників тренерського штабу клубу СПАЛ, до складу якого приєднався 1948 року. Відіграв за феррарський клуб наступні чотири сезони своєї ігрової кар'єри. Більшість часу, проведеного у складі СПАЛа, був основним гравцем команди.
1952 року уклав контракт з клубом «Інтернаціонале», у складі якого провів наступні п'ять років своєї кар'єри гравця.  Граючи у складі «Інтернаціонале» також здебільшого виходив на поле в основному складі команди. За цей час двічі виборював титул чемпіона Італії.
Завершив професійну ігрову кар'єру у нижчоліговому клубі «Прато», за команду якого виступав протягом 1957—1960 років.

## Виступи за збірну
1953 року дебютував в офіційних матчах у складі національної збірної Італії. Протягом кар'єри у національній команді, яка тривала усього 2 роки, провів у формі головної команди країни 5 матчів, забивши 1 гол. У складі збірної був учасником чемпіонату світу 1954 року у Швейцарії.

## Титули та досягнення
- Чемпіон Італії (2):

«Інтернаціонале»:  1952–53, 1953–54